# Negrara
Negrara Trentina ist eine Rotweinsorten-Familie die in den norditalienischen Provinzen Trentino, Südtirol und Verona angebaut wird. Sie ist nach der Gemeinde Negrar im Valpolicella-Gebiet benannt.
Negrara Trentina wird gelegentlich als Verschnitt-Partner in den DOC-Weinen Bardolino, Garda Colli Mantovani, Valdadige und Valpolicella verwendet. Negrara Trentina ist nach neuen Erkenntnissen mit der Rebsorte Enantio verwandt.

## Synonyme
Synonyme von Negrara Trentina sind Barthaeuser, Cabonera, Carbonera, Doleana, Doleara, Doveana, Dovenzana, Edelschwarze, Fraccaroli Nera, Garbujana, Keltertraube, Negrara, Negrara Comune, Negrara del Lago, Negrara Spinarda, Negrara Trentino, Negrara Veronese, Negrarera del Lago, Negrera, Negrera Aspra di Cremona, Negrera di Gattinara, Negret del Biellese, Negruzo, Nera Fraccaroli, Pegol Ros, Salzen, Schwarzhottler, Terodola, Tirodola, Trentina, Zottelwaelsche, Zoveana.